# Roxana Scarlat
Roxana (Scarlat) Bârlădeanu (n. 3 ianuarie 1975, București, România) este o scrimeră română, laureată cu argint pe echipe la Jocurile Olimpice de vară din 1996 de la Atlanta. A cucerit argintul european la individual în 1997. Este și cvadruplă vicecampioană mondială și vicecampioană europeană, tot pe echipe.

## Carieră
A început să practice scrima la vârsta de nouă ani, cu antrenorul Romeo Pellegrini la CS Energia. A obținut primele succese sale la campionatul național cu trei titluri succesiv în 1988, 1989 și 1990. În anul 1995 a cucerit o medalie de bronz la Campionatul mondial pentru juniori de la Paris. A fost selecționată în lotul olimpic și s-a transferat la CSA Steaua, unde a fost pregătită de Tudor Petruș.
La Jocurile Olimpice din 1996 de la Atlanta, a fost eliminată în sferturile de italianca Giovanna Trillini cu scorul 11–15. La proba pe echipe, echipa României a trecut de Rusia, apoi de Germania, dar a fost învinsă de Italia în finala cu scorul 33–45, și s-a mulțumit de argintul. În anul următor Scarlat a luat medalia de argint la Campionatul European de la Gdańsk. La Campionatul Mondial de la Cape Town, în același an, România a fost din nou înfrântă de Italia în finală, luând medalia de argint. Scenariul s-a repetat în 1998 la Campionatul Mondial de la La Chaux-de-Fonds.
Scarlat n-a putut să califice la Jocurile Olimpice din 2000 de la Sydney, în ciuda faptului că președintele al Federației Române de Scrimă, Ana Pascu, ceruse un wild-card pentru ea. Prin urmare, echipa nu a putut să participe. La Campionatul Mondial din 2001 de la Nîmes Scarlat a ajuns în semifinală după ce a trecut de colega de lot Reka Szabo. A pierdut cu 4–15 în fața Valentinei Vezzali și a luat o medalie de bronz. Pentru acest rezultat a fost numită scrimera anului de către Federația Română de Scrimă. În anul următor, la Campionatul Mondial de la Lisabona, echipa României a fost învinsă de Polonia în semifinală, dar a trecut de Ungaria în „finala mică” și a obținut bronzul. La Havana în 2003, Scarlat a ajuns în semifinală, unde a fost înfrântă de poloneza Sylwia Gruchała, și a luat al doilea bronz mondial din carieră. La proba pe echipe nu a putut să-și ia revanșa, România cedând în fața Poloniei în semifinală. Delegația națională s-a impus în fața Italiei, ceea ce i-a adus lui Scarlat a doua medalie de bronz.
În 2004 probele care nu erau incluse în programul Jocurilor Olimpice de la Atena s-au desfășurat la New York, inclusiv proba de floretă feminin pe echipe. România a trecut ușor de Germania, apoi s-a impus în fața Poloniei, dar a fost zdrobită de Italia în finală, obținând argintul. La Jocurile Olimpice Scarlat a fost învinsă în tabloul de 16 de sud-coreeana Nam Hyun-hee.
În iunie 2005 Scarlat s-a căsătorit cu avocatul Marius Bârlădeanu. Câteva luni mai târziu, la Campionatul Mondial de la Leipzig s-a oprit în tabloul de 16 în fața chinezoaicei Huang Jialing. La proba pe echipe România a trecut de Italia și de Ungaria, dar a fost învinsă la o tușă în finală de Coreea de Sud. În anul 2006 Scarlat a cucerit medalia de aur la Campionatul Mondial Militar, care a avut loc la București. La Campionatul European, la proba pe echipe, România a ajuns în finală după ce a învins clar Franța. Echipa a pierdut la o tușă în fața Rusiei și a rămas cu argintul.
Apoi a luat o pauză în carieră și în martie 2007 a dat naștere unui fiu, Tudor-Ioan. A revenit în circuitul competițional în luna iulie a aceluiași an, dar rezultatele au fost slabe. A decis să pună punct carierei după ce nu a putut să califice pentru Jocurile Olimpice de vară din 2008 de la Beijing. Și-a asumat responsabilități la Federația română de scrimă. A devenit mamă a doua oară în 2011: a născut un alt fiu, Vlad-Iustin. Începând cu anul 2014 a ocupat poziția de manager al secțiilor de scrimă, gimnastică și tenis la CSA Steaua, iar în perioada 2017 - 2018, funcția de vicepreședinte al CSA Steaua. Din a doua jumătate a anului 2018 este secretar general al Federației Române de Scrimă.